# CCDC3
CCDC3 (англ. Coiled-coil domain containing 3) – білок, який кодується однойменним геном, розташованим у людей на короткому плечі 10-ї хромосоми. Довжина поліпептидного ланцюга білка становить 270 амінокислот, а молекулярна маса — 30 731.
| 10         |  | 20         |  | 30         |  | 40         |  | 50         |
| ---------- |  | ---------- |  | ---------- |  | ---------- |  | ---------- |
| MLRQLLLAAL |  | CLAGPPAPAR |  | ACQLPSEWRP |  | LSEGCRAELA |  | ETIVYARVLA |
| LHPEAPGLYN |  | HLPWQYHAGQ |  | GGLFYSAEVE |  | MLCDQAWGSM |  | LEVPAGSRLN |
| LTGLGYFSCH |  | SHTVVQDYSY |  | FFFLRMDENY |  | NLLPHGVNFQ |  | DAIFPDTQEN |
| RRMFSSLFQF |  | SNCSQGQQLA |  | TFSSDWEIQE |  | DSRLMCSSVQ |  | KALFEEEDHV |
| KKLQQKVATL |  | EKRNRQLRER |  | VKKVKRSLRQ |  | ARKKGRHLEL |  | ANQKLSEKLA |
| AGALPHINAR |  | GPVRPPYLRG |  |            |  |            |  |            |

A: Аланін

C: Цистеїн

D: Аспарагінова кислота

E: Глутамінова кислота

F: Фенілаланін

G: Гліцин

H: Гістидин

I: Ізолейцин

K: Лізин

L: Лейцин

M: Метіонін

N: Аспарагін

P: Пролін

Q: Глутамін

R: Аргінін

S: Серин

T: Треонін

V: Валін

W: Триптофан

Задіяний у такому біологічному процесі, як альтернативний сплайсинг. 
Секретований назовні.